# Dorylaimopsis rabalaisi
Dorylaimopsis rabalaisi is een rondwormensoort uit de familie van de Comesomatidae. De wetenschappelijke naam van de soort is voor het eerst geldig gepubliceerd in 1992 door Zhinan.